# Goroubi
Le Goroubi est une rivière d'Afrique qui coule au Burkina Faso et au Niger. C'est un affluent du fleuve Niger en rive droite.

## Géographie
Le Goroubi naît de l'union de deux cours d'eau : le Digabari et le Tyenitiengal. Son cours débute au Burkina Faso, et sa direction s'effectue globalement du sud-ouest vers le nord-est. 
C'est un cours d'eau intermittent qui ne coule que lors de la saison des pluies.
Il rejoint le Niger à 80 kilomètres au sud-est de Niamey. 
Dans l'ensemble de son bassin versant évalué entre 14 000et 18 000 km2 d'après les sources, la hauteur moyenne des précipitations se situe entre 400 et 800 millimètres par an. 
Dans le bassin de la rivière, l'évapotranspiration consommerait 66 % du total des précipitations, les infiltrations dans le sous-sol absorberaient 29 % de celles-ci, et il resterait 5 % pour l'écoulement de surface. 

## Hydrométrie - Les débits à Diongore

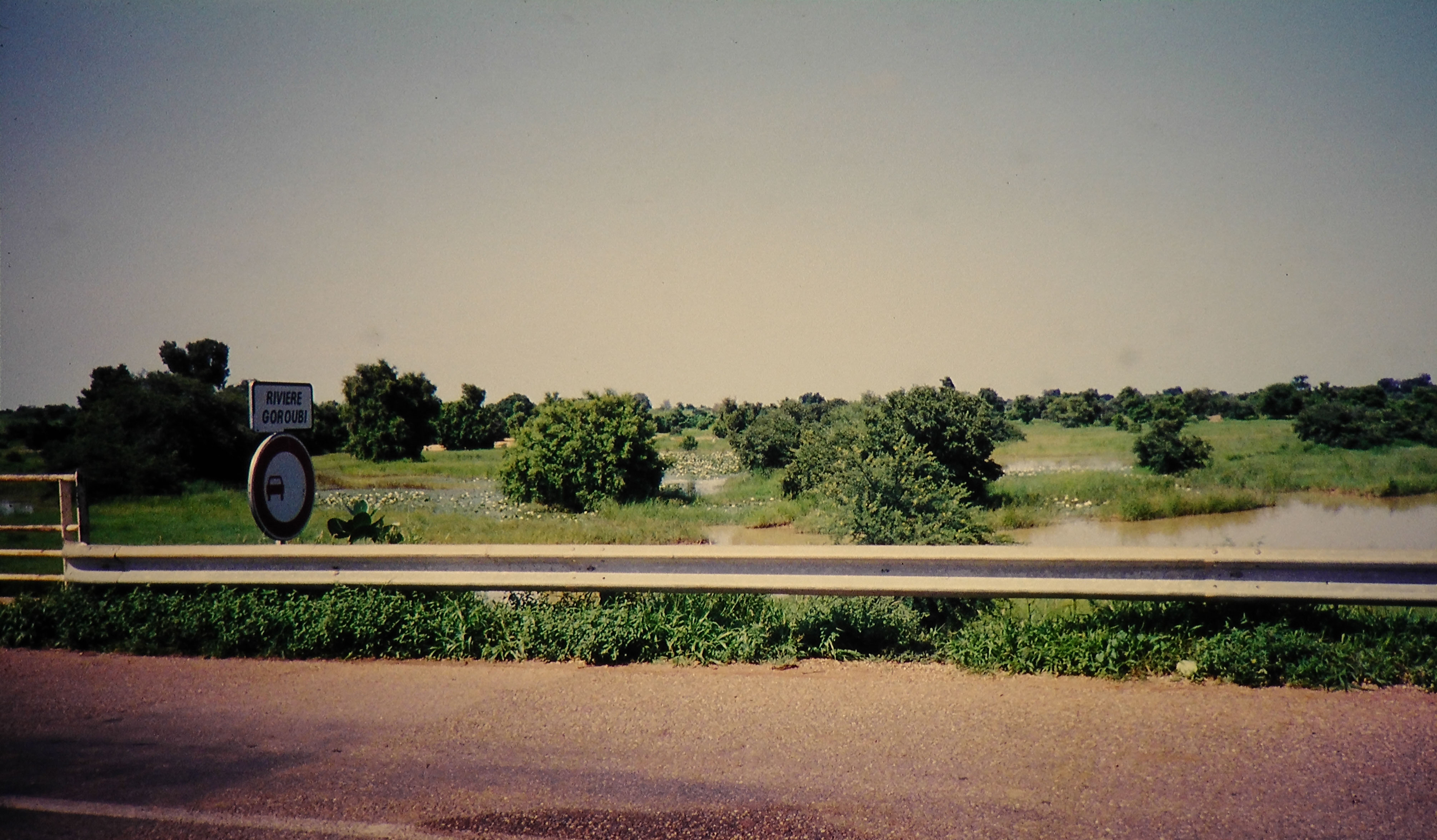
Le Goroubi à Torodi (Niger)

Le débit de la rivière a été observé pendant 27 ans (1962-1988) à Diongore, localité proche du confluent avec le Niger. 
À Diongore, le débit annuel moyen ou module observé sur cette période a été de 6 m3/s pour une surface prise en compte de plus ou moins 18 000 km2, soit la presque totalité du bassin versant de la rivière.
La lame d'eau écoulée dans le bassin atteint ainsi le chiffre de 11 millimètres par an.
Le Goroubi est un cours d'eau intermittent, fort peu abondant et très irrégulier. Il se retrouve totalement à sec de décembre à avril inclus, et plus longtemps certaines années lorsque les précipitations sont basses. Sur la durée d'observation de 27 ans, le débit mensuel minimal a été de 0 m3/s, niveau où le cours d'eau se retrouve près de six mois par an, tandis que le débit mensuel maximal s'élevait à 102 m3/s.